# コルサン岬

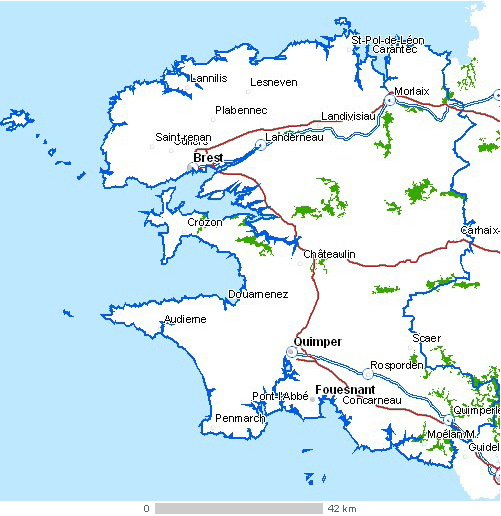
Finistère-Pointe de Corsenの地はブレストの真西にあります

コルサン岬（Pointe de Corsen)は、フランス本土の最西端に位置し、ブルターニュ地方フィニステールのプルアルゼルのコミューンにあるブレストの西にある岬。最寄りの村はラスカムノックである。 
フランスの南東コルセン川の先端地点から最も遠いフランスの場所、または鳥がイタリアとの国境マントンから最短距離で飛ぶと1,078 km、に位置する。 
道路での道のりは1,481 km。 
コルサン岬は北緯48度24分52秒 西経4度47分40秒 / 北緯48.41444度 西経4.79444度座標: 北緯48度24分52秒 西経4度47分40秒 / 北緯48.41444度 西経4.79444度に位置している。 
先端にはトレジエンの灯台があり、海岸から1 kmの内陸に位置。 
主にOuessant鉄道の監視と、モン・サン＝ミッシェル湾 Mont Saint-Michelとパンマール間の海上での救助の調整を担当するCorsen CROSSが設置され、CROSS海の監視サイトがその地点になる。 
この地点は 変成作用に関連した後期のヘルシニア花崗岩によって形成され、花崗岩の大きなパネル形がみられる片麻岩と交差する 。 

## 関連項目

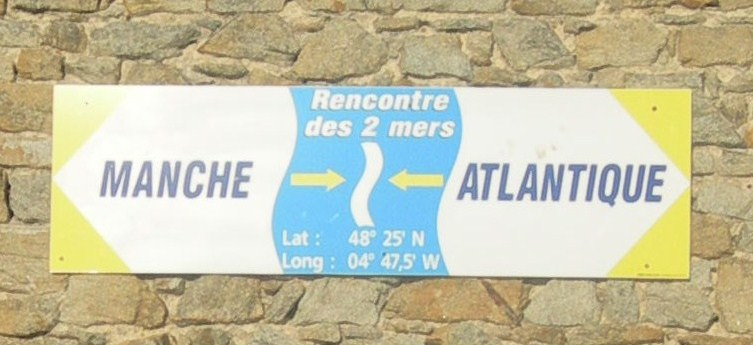
海峡と大西洋の会合を示すサイン。

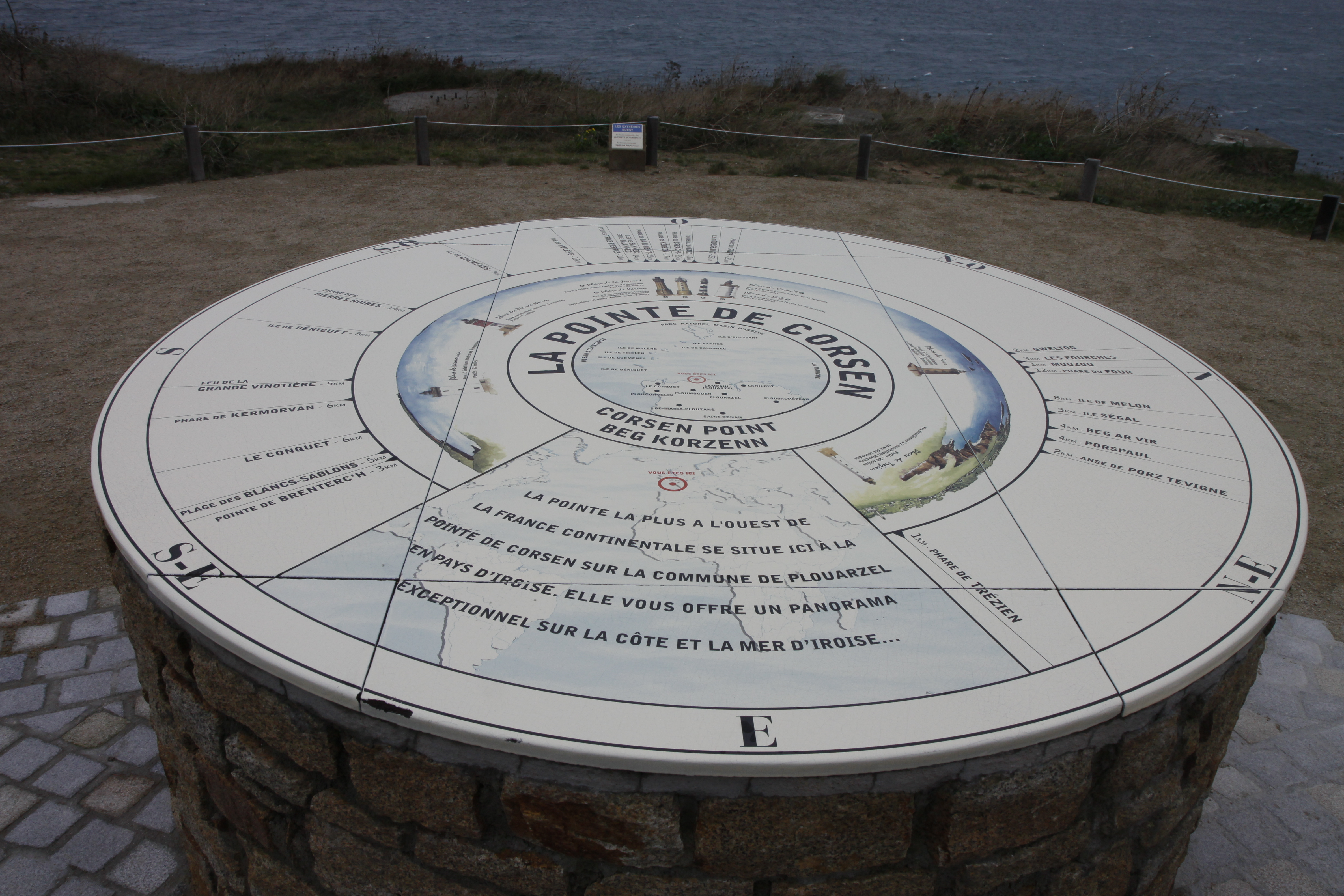
コルサン岬

## メモと参考文献
1. ↑  Bruno Cabanis (1987). Découverte géologique de la Bretagne (Cid éditions ed.). p. 54.